# Complex de l'exosoma
|  | Per a altres significats, vegeu «Exosoma (vesícula)». |

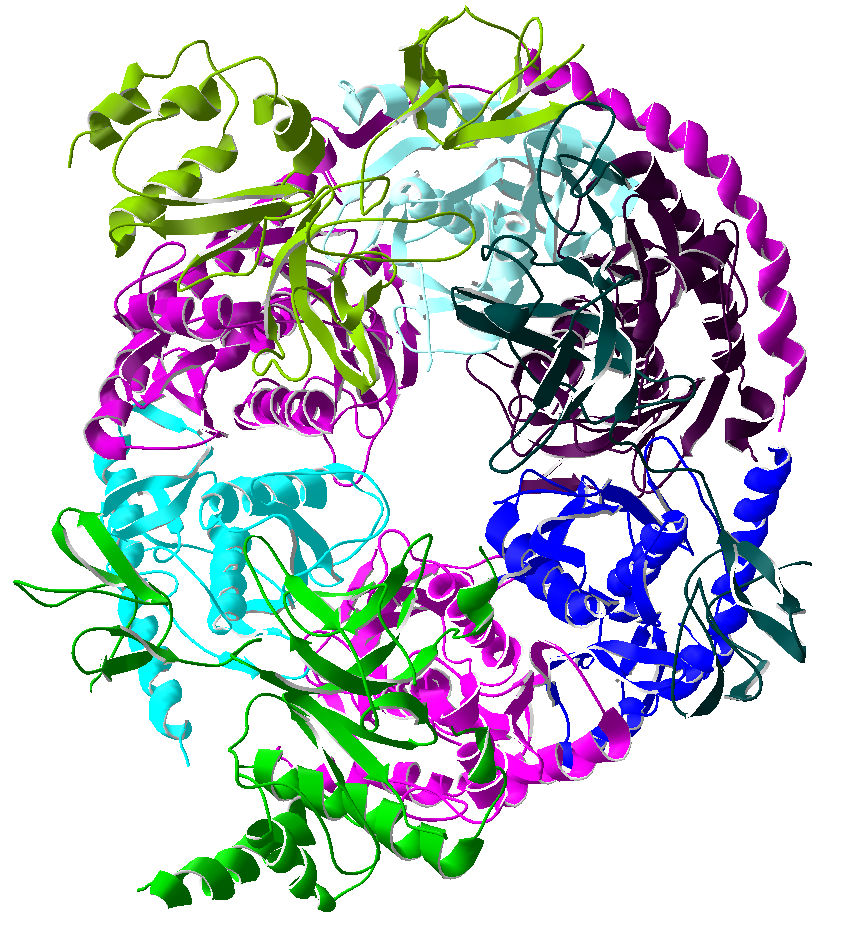
Estructura de cintes del complex de l'exosoma humà.

El complex de l'exosoma, també anomenat complex PM/Scl, complex exosòmic o simplement exosoma, és un complex multiproteic capaç de degradar diversos tipus de molècules d'ARN (àcid ribonucleic). Els exosomes es donen tant en els eucariotes com en els arqueus, mentre que en els bacteris és un complex més simple, el degradosoma, el que compleix funcions similars.
El nucli del complex té una estructura anular de sis membres a la qual s'acoblen altres proteïnes. En les cèl·lules eucariotes està present al citoplasma, el nucli cel·lular i especialment el nuclèol, tot i que diferents proteïnes interaccionen en aquests compartiments, regulant l'activitat degradadora de l'ARN del complex en substrats específics a aquests compartiments cel·lulars. Els substrats de l'exosoma inclouen l'ARN missatger, l'ARN ribosòmic i moltes espècies d'ARN petit. L'exosoma té una funció exoribonucleolítica, cosa que significa que comença a degradar l'ARN a partir d'un extrem (l'anomenat extrem 3′, en aquest cas) en lloc de fragmentar l'ARN en punts específics de la molècula.
Encara que no es coneix cap relació causal entre el complex de l'exosoma i qualsevol malaltia, algunes de les seves proteïnes són la diana d'autoanticossos en els pacients amb malalties autoimmunitàries específiques (especialment la síndrome de solapament PM/Scl), i algunes quimioteràpies antimetabolítiques actuen bloquejant l'activitat del complex.

## Descobriment
L'exosoma fou descobert com una ribonucleasa el 1997 en el llevat gemmant Saccharomyces cerevisiae, un organisme model utilitzat sovint. Poc després, el 1999, es va comprovar que de fet l'exosoma era l'equivalent d'un complex ja descrit en cèl·lules humanes, conegut com a complex PM/Scl, que havia estat identificat com un autoantigen en pacients amb certes malalties autoimmunitàries anys abans (vegeu més avall). La purificació d'aquest complex PM/Sc1 va permetre la identificació de més proteïnes de l'exosoma i finalment la caracterització de tots els seus components. El 2001, la creixent quantitat de dades procedents dels diferents projectes sobre el genoma que havien esdevingut disponibles va permetre la predicció de proteïnes de l'exosoma en els arqueus, tot i que haurien de transcórrer dos anys abans que es purifiqués per primer cop l'exosoma d'un d'aquests organismes.

## Estructura

### Proteïnes centrals

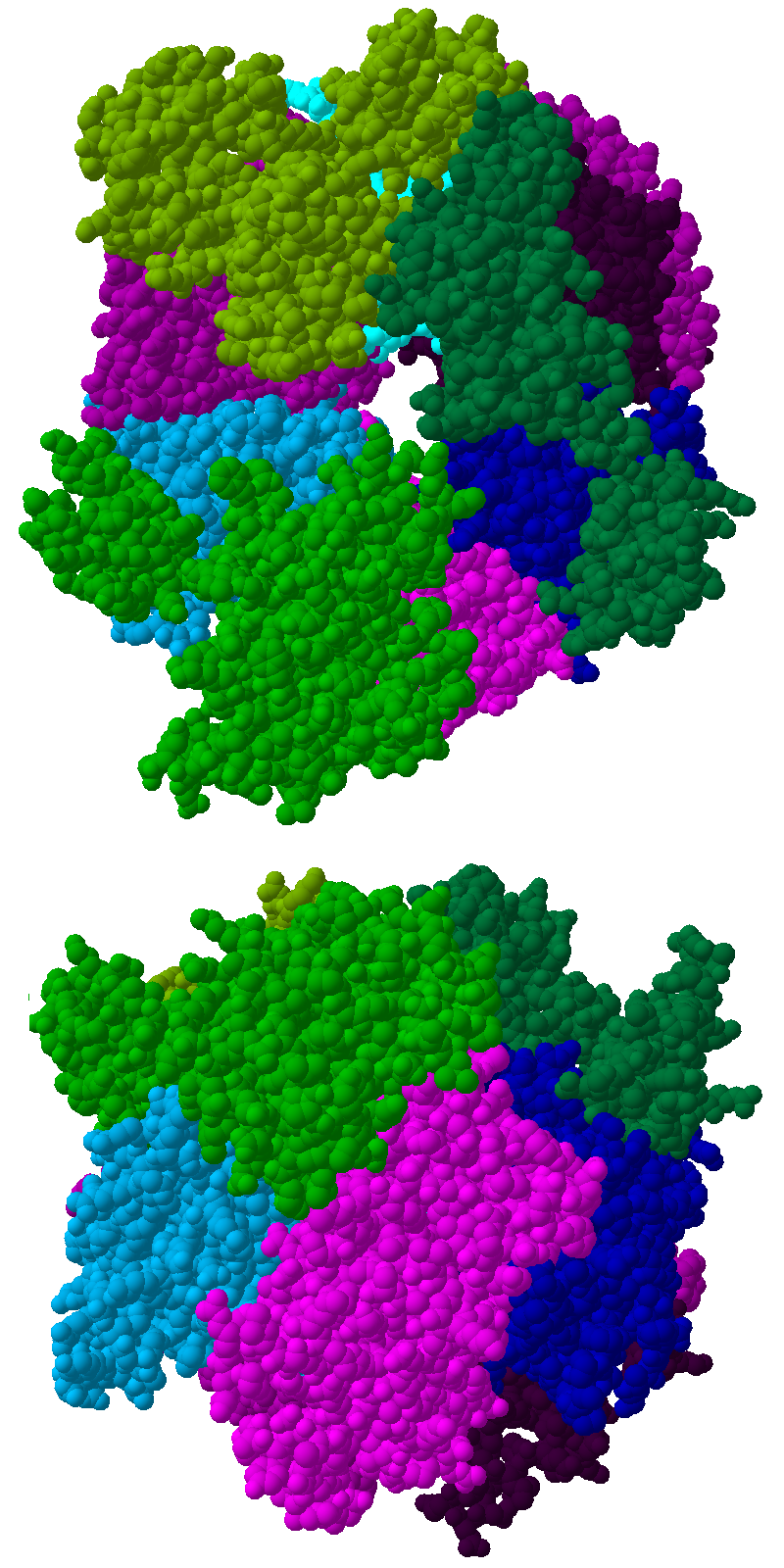
Vista des de dalt (imatge superior) i des del lateral (imatge inferior) de l'estructura cristal·lina del complex de l'exosoma humà.

El nucli del complex té una estructura anular composta per sis proteïnes, totes elles pertanyents al mateix tipus de ribonucleasa, les proteïnes similars a les ARNases PH. En els arqueus hi ha dues proteïnes diferents d'aquest tipus (anomenades Rrp41 i Rrp42), cadascuna d'elles present tres vegades en ordre altern. Els complexos de l'exosoma eucariota tenen sis proteïnes diferents que formen l'estructura anular. D'aquestes sis proteïnes eucariotes, tres són semblants a la proteïna Rrp41 i les altres tres són més similars a Rrp42.
Situades a la part superior de l'anell es troben tres proteïnes que tenen un domini d'unió a ARN de tipus S1 (RBD). Dues proteïnes també tenen un domini d'homologia K (domini KH). En els eucariotes s'uneixen tres proteïnes S1 diferents a l'anell, mentre que en els arqueus poden formar part de l'exosoma un o dos tipus d'aquestes proteïnes (encara que sempre hi ha tres subunitats S1 unides al complex).

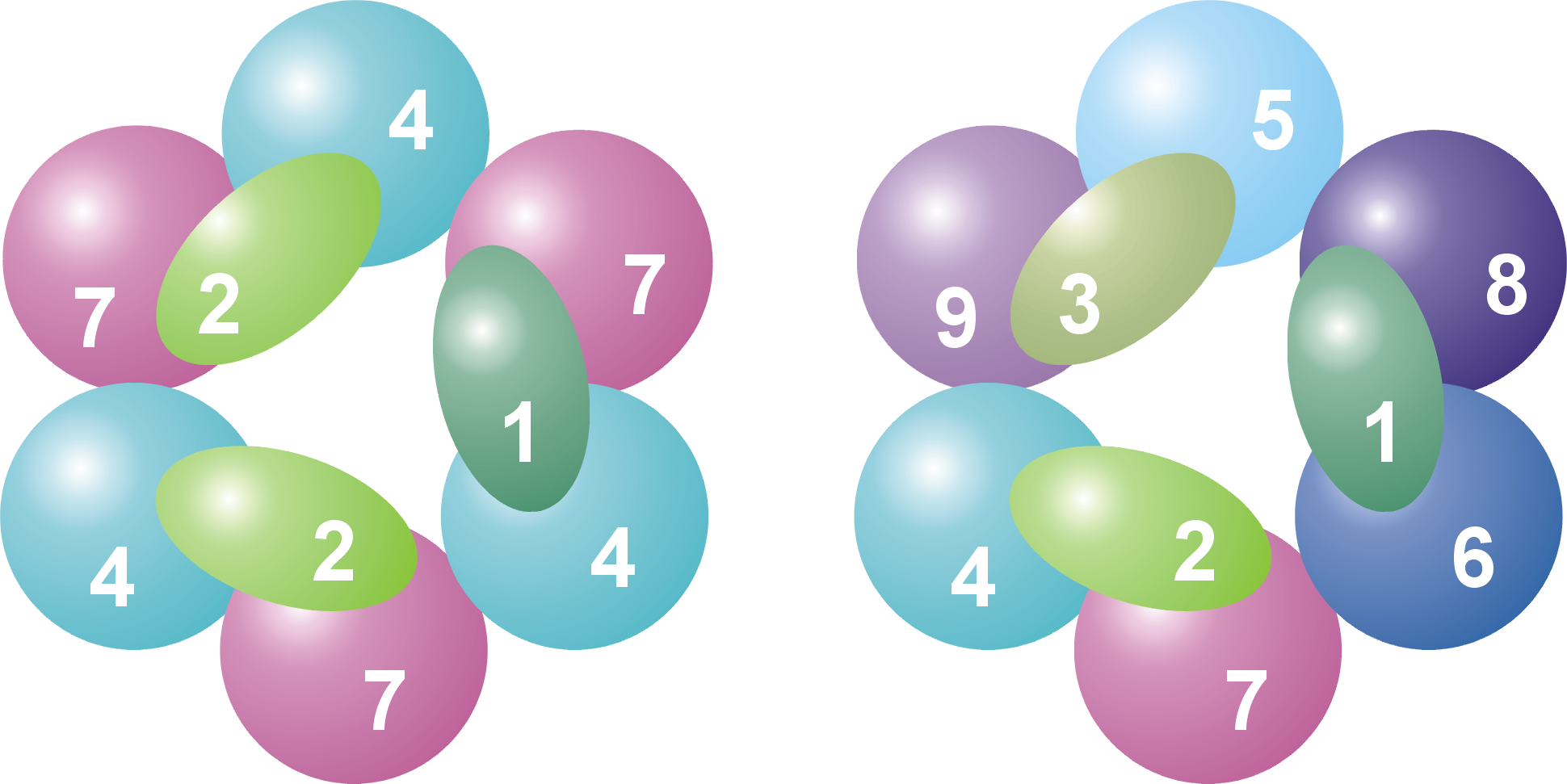
Subunitats i organització d'un complex de l'exosoma d'un arqueu (esquerra) i d'un eucariota (dreta). Es numeren les diferents proteïnes, mostrant que l'exosoma d'un arqueu conté quatre proteïnes diferents, mentre que en els eucariotes n'hi ha nou.

Aquesta estructura anular és molt similar a la de les proteïnes ARNasa PH i polinucleòtid fosforilasa (PNPasa). En els bacteris, l'ARNasa PH, implicada en el processament de l'ARNt, forma un anell hexamèric consistent en sis ARNases PH idèntiques. En el cas de la PNPasa, que és una proteïna fosforolítica degradadora de l'ARN que es troba tant en els bacteris com en els cloroplasts i mitocondris d'alguns organismes eucariotes, dos dominis ARNasa PH, un domini d'unió a l'ARN S1 i un altre de KH formen part d'una única proteïna, que forma un complex trimèric que adopta una estructura gairebé idèntica a la de l'exosoma. A causa de la gran semblança tant en els dos dominis de la proteïna com en la seva estructura, es pensa que aquests complexos estan relacionats evolutivament i tenen un avantpassat comú. En els bacteris existeix una ARNasa PH diferent implicada en el processament de l'ARN de transferència, que s'ha vist que adopta una estructura anular similar de sis membres, però en aquest cas es compon de sis subunitats idèntiques. Les proteïnes de l'exosoma similars a l'ARNasa PH, les PNPases i les ARNases PH pertanyen totes a la família d'ARNases de l'ARNasa PH i són exoribonucleases fosforolítiques, és a dir, utilitzen fosfat inorgànic per eliminar nucleòtids de l'extrem 3' de les molècules d'ARN.

### Proteïnes associades
A més de les nou proteïnes de l'exosoma essencials, dues altres proteïnes sovint s'associen al complex de l'exosoma en els organismes eucariotes. Una d'elles és l'Rrp44, una ARNasa hidrolítica que pertany a la família de l'ARNasa R d'exoribonucleases hidrolítiques (nucleaes que utilitzen aigua per trencar els enllaços entre nucleòtids). A més de ser un enzim exoribonucleolític, l'Rrp44 també té una activitat endoribonucleolítica, que resideix en un domini diferent de la proteïna. En els llevats, l'Rrp44 està associada a tots els complexos de l'exosoma i té un paper crucial en l'activitat del complex exosòmic d'aquests organismes. Cal destacar que, encara que existeix una proteïna homòloga humana, fins ara no s'ha trobat cap prova ni tan sols del fet que estigui associada al complex de l'exosoma humà.

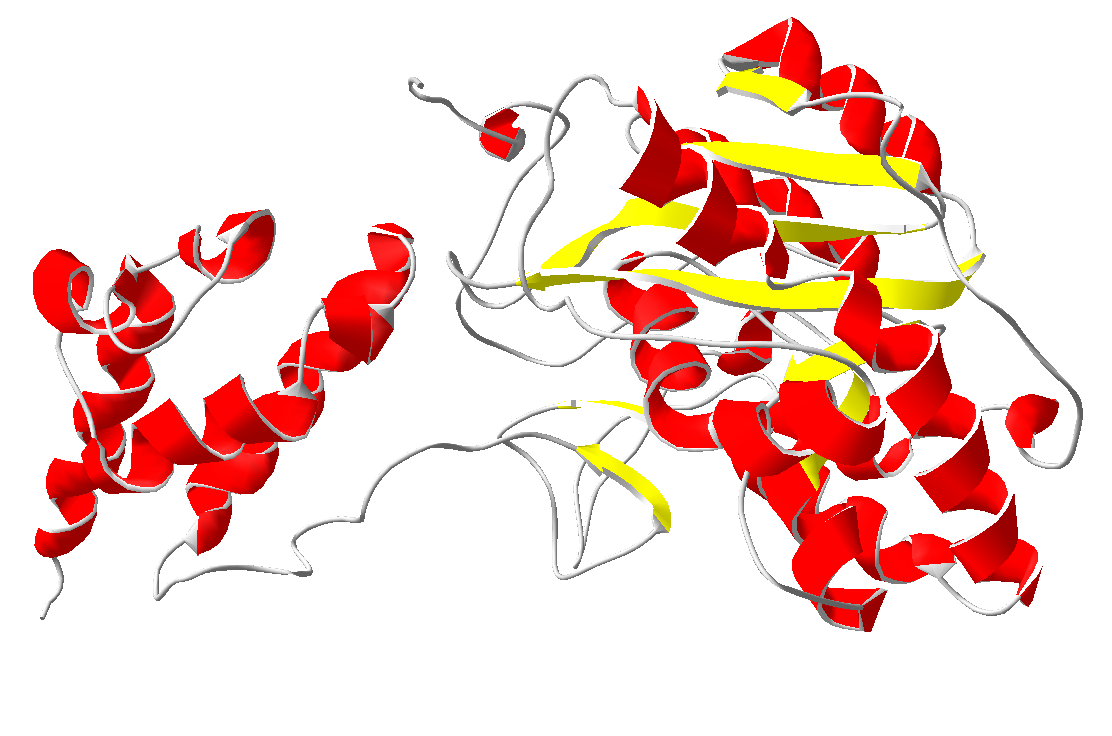
Diagrama de cintes de l'estructura parcial de la subunitat Rrp6 de l'exosoma dels llevats amb les α-hèlixs en vermell i les làmines β en groc.

La segona proteïna associada comuna s'anomena Rrp6 (en els llevats) o PM/Scl-100 (en els humans). Com l'Rrp44, aquesta proteïna també és una exoribonucleasa hidrolítica, però en aquest cas pertany a la família de proteïnes de l'ARNasa D. La proteïna PM/Scl-100 forma part habitualment dels complexos de l'exosoma del nucli de les cèl·lules, però també pot formar part del complex de l'exosoma citoplasmàtic.

### Proteïnes reguladores
A més d'aquestes dues subunitats estretament unides, moltes proteïnes interaccionen amb el complex exosòmic tant al citoplasma com nucli de les cèl·lules. Aquestes proteïnes d'unió laxa poden regular l'activitat i l'especificitat del complex de l'exosoma. Al citoplasma, l'exosoma interacciona amb proteïnes que s'uneixen a elements rics en AU (ARE, per exemple la KRSP i la TTP), que poden promoure o impedir la degradació dels ARNm. L'exosoma nuclear s'associa amb les proteïnes d'unió a ARN (ex. l'MPP6 en els humans i l'Rrp47/C1D en els humans i els llevats) que són necessàries per processar determinats substrats.
A més de proteïnes individuals, també interaccionen amb l'exosoma altres complexos proteics. Un d'ells és el complex citoplasmàtic Ski, que inclou una ARN helicasa (Ski2) i està implicat en la degradació de l'ARNm. Al nucli, el processament de l'ARNr i el ARNnop per part de l'exosoma és mitjançat pel complex TRAMP, que té activitat tant d'ARN helicasa (Mtr4) com de poliadenilació (Trf4).

## Funció

### Funció enzimàtica

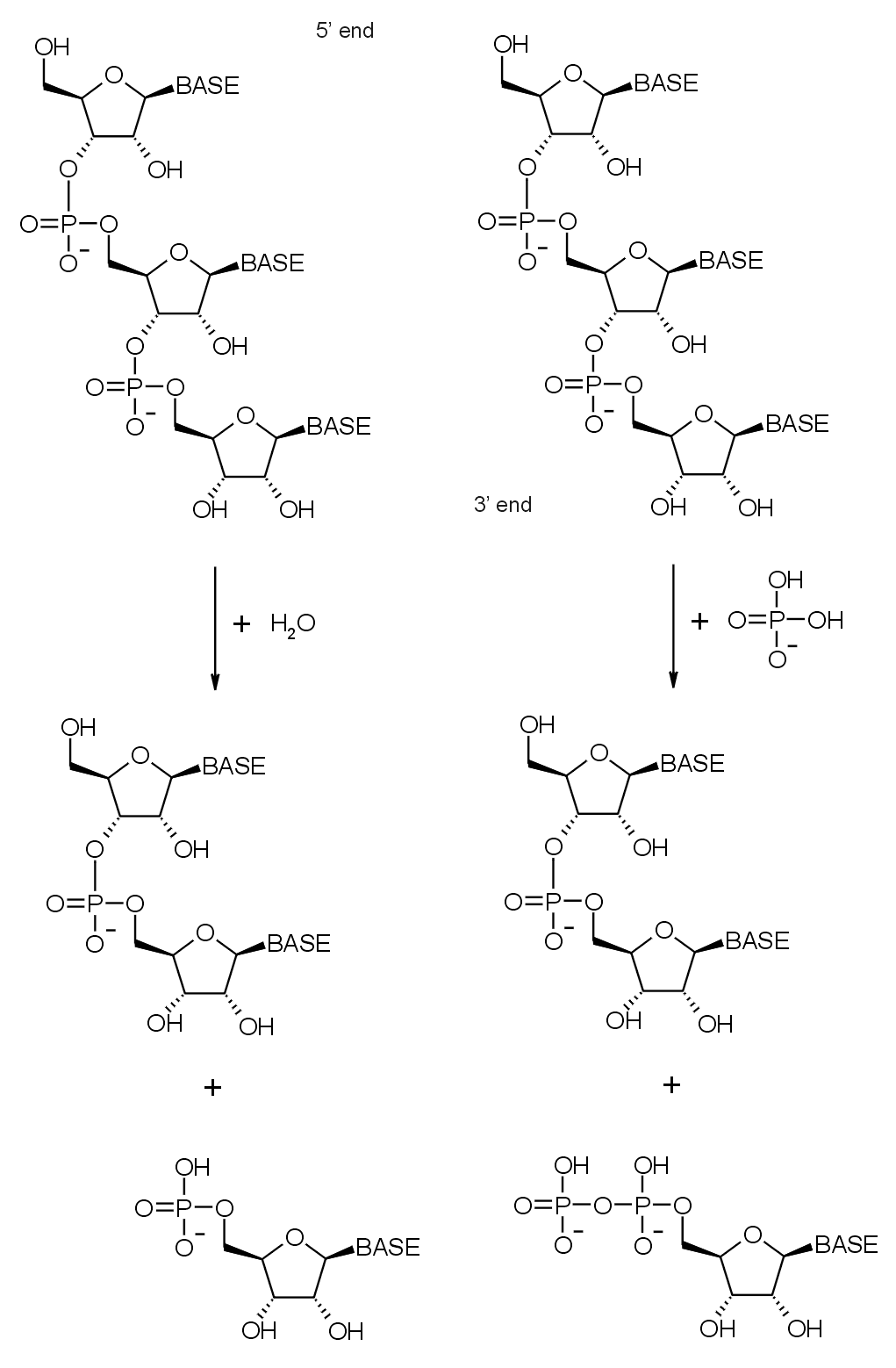
Diagrames de reacció de la degradació hidrolítica (esquerra) i fosforolítica (dreta) de l'extrem 3' de l'ARN.

Com s'ha dit anteriorment, el complex exosòmic conté moltes proteïnes amb dominis de ribonucleasa. La seva naturalesa exacta ha canviat al llarg de l'evolució dels complexos bacterians als dels arqueus i els eucariotes, amb el guany i la pèrdua de diferents activitats. L'exosoma és principalment una 3'-5' exoribonucleasa, és a dir, degrada les molècules de l'ARN a partir del seu extrem 3'. Les exoribonucleases dels complexos exosòmics són o bé fosforolítiques (les proteïnes semblants a l'ARNasa PH), o bé, en els eucariotes, hidrolítiques (les proteïnes dels dominis de l'ARNasa D i l'ARNasa R). Els enzims fosforolítics utilitzen fosfat inorgànic per trencar els enllaços fosfodièster, alliberant nucleòtids monofosfats. Els enzims hidrolítics utilitzen aigua per hidrolitzar aquests enllaços, alliberant també nucleòtids monofosfats.
En els arqueus, la subunitat Rrp41 del complex és una exoribonucleasa fosforolítica. L'anell d'aquest enzim presenta tres còpies d'aquesta proteïna, que són les responsables de l'activitat del complex. En els eucariotes, cap de les subunitats d'ARNasa PH no ha mantingut aquesta activitat catalítica, cosa que significa que l'estructura anular central de l'exosoma humà no té cap proteïna amb activitat enzimàtica. Malgrat aquesta pèrdua de l'activitat catalítica, l'estructura de l'exosoma central està molt conservada dels arqueus als humans, suggerint que el complex té una funció cel·lular vital. En els eucariotes l'absència d'activitat fosforolítica és compensada per la presència dels enzims hidrolítics, que són els encarregats de l'activitat de ribonucleasa de l'exosoma en aquests organismes. Per exemple, en els llevats es compensa mitjançant un dels enzims hidrolítics associats, l'Rrp44, que és el responsable de la major part de l'activitat ribonucleasa de l'exososoma; tanmateix, aquesta subunitat hidrolítica en particular podria ser pròpia dels llevats, ja que no s'ha trobat cap proteïna homòloga a l'Rrp44 a l'exosoma humà (ni en els arqueus).
Es pot associar encara un altre enzim hidrolític en els humans i els llevats amb el complex, l'Rrp6, que contribueix a l'activitat de l'exosoma dels llevats i és l'únic responsable de l'activitat del complex humà. Encara que inicialment es va pensar que les proteïnes amb domini S1 també tenien activitat hidrolítica 3' → 5', treballs posteriors ho han posat en dubte, proposant que aquestes proteïnes podrien tenir un paper únicament en la unió de substrats abans de la seva degradació per part del complex.

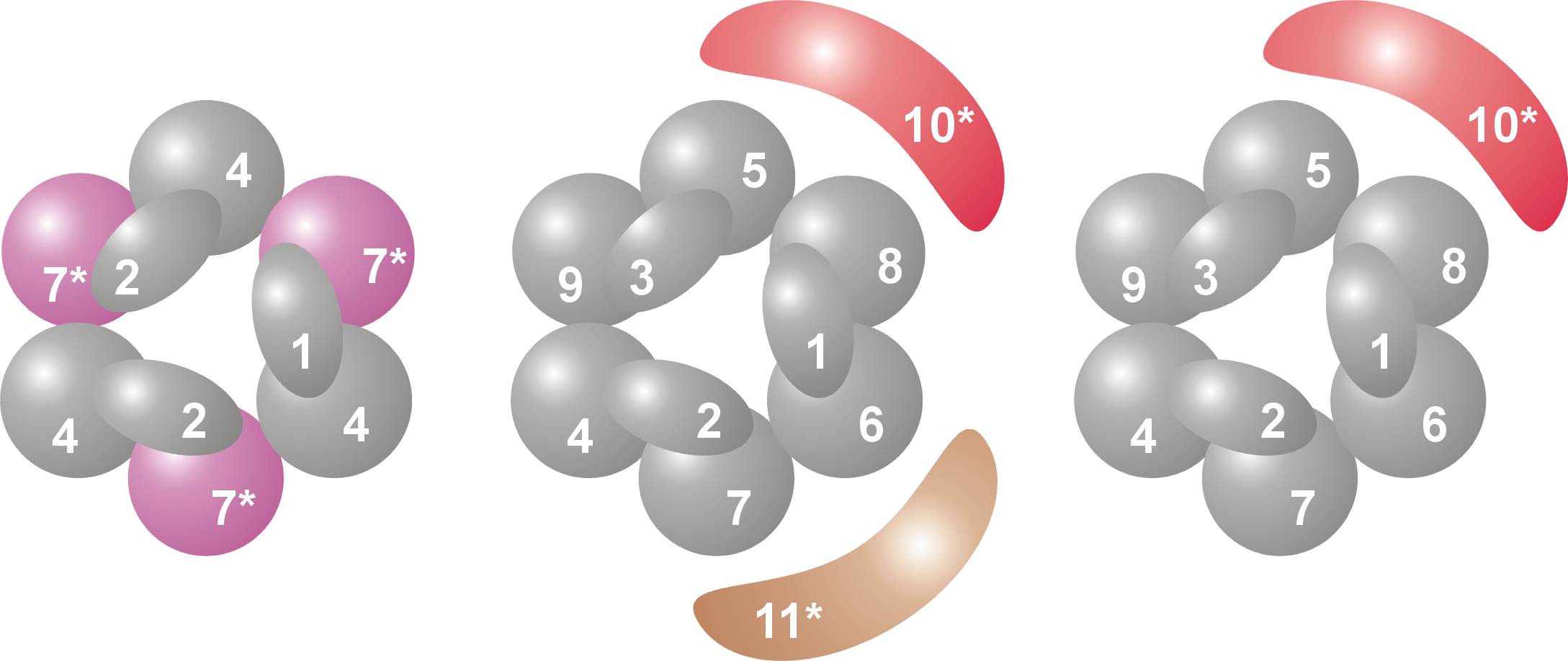
Vista esquemàtica dels exosomes dels arqueus (esquerra), dels llevats (centre) i dels humans (dreta) amb les proteïnes associades més comunes. S'assenyala en color i amb una estrella les subunitats de cada complex que tenen activitat catalítica.

### Substrats
L'exosoma està implicat en la degradació i el processament d'una gran varietat d'espècies d'ARN. Al citoplasma, cel·lular està implicat en la substitució de les molècules d'ARN missatger. (ARNm) El complex pot degradar molècules d'ARNm que han estat marcades per la seva degradació perquè contenen errors, mitjançant interaccions amb proteïnes de les rutes de la nonsense mediated decay o de la non-stop decay. Alternativament, els ARNm es degraden com a part del seu cicle normal. Hi ha diverses proteïnes que estabilitzen o desestabilitzen les molècules d'ARNm unint-se als elements rics en AU de les regions 3' no traduïdes (3'UTR) i interaccionant amb el complex de l'exosoma.
Al nucli cel·lular, l'exosoma és necessari per al processament correcte de diverses molècules de ARNnop. Finalment, el nuclèol és el compartiment on es troba la major part dels complexos de l'exosoma, on tenen un paper en el processament de l'ARN ribosòmic 5,8S (la primera funció identificada de l'exosoma) i de diversos ARNnop.
Tot i que la majoria de les cèl·lules tenen altres enzims capaços de degradar ARN tant per l'extrem 3' com pel 5', l'exosoma és essencial per a la supervivència cel·lular. Quan es redueix o s'atura l'expressió de les proteïnes de l'exosoma per mitjans artificials, per exemple, mitjançant la interferència d'ARN, el creixement s'atura i les cèl·lules acaben morint. Tant les proteïnes centrals del complex com les dues proteïnes associades principals són essencials. Els bacteris no tenen exosomes, però les seves funcions són assumides per un complex més senzill anomenat degradosoma, que inclou la proteïna polinucleòtid fosforilasa.

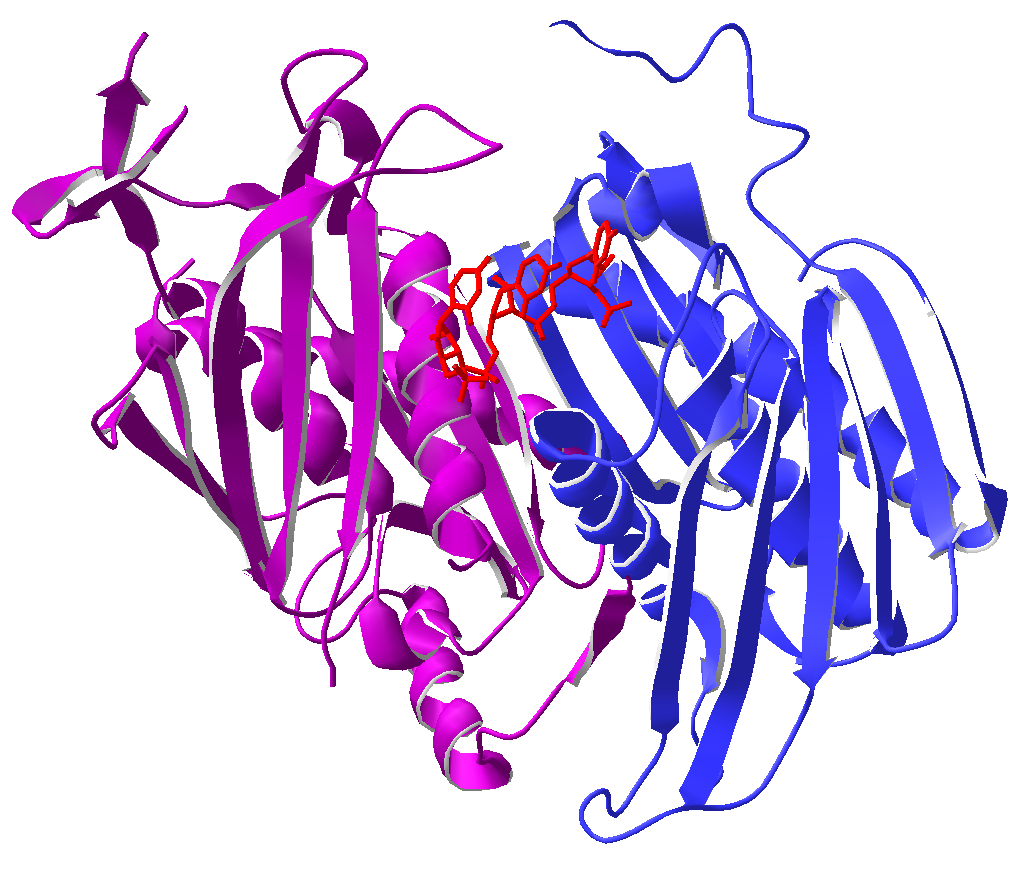
Dues subunitats de la part central de l'exosoma dels arqueus (Rrp41 i Rrp42), unides a una molècula d'ARN petit (en vermell).

L'exosoma és un complex clau en el control de qualitat de l'ARN cel·lular. A diferència dels procariotes, els eucariotes tenen sistemes de supervisió de l'ARN molt actius que reconeixen complexos ARN-proteïna no processats o mal processats (com ara ribosomes) abans que surtin del nucli. Presumiblement, aquest sistema evita que els complexos aberrants interfereixin amb processos cel·lulars importants com ara la síntesi de proteïnes.
A més de les activitats de processament, substitució i supervisió de l'ARN, l'exosoma és important per la degradació dels denominats transcrits inestables críptics (CUT) que són produïts a milers de locus del genoma dels llevats. La importància d'aquests ARN inestables i la seva degradació encara no esta clara, però també s'han detectat espècies similars d'ARN en cèl·lules humanes.

## Patologia

### Autoimmunitat
El complex exosòmic és la diana d'autoanticossos en diverses malalties autoimmunitàries. Aquests autoanticossos es troben principalment en persones que pateixen de la síndrome de solapament PM-Scl, una malaltia autoimmunitària en què els pacients tenen símptomes tant d'esclerodèrmia com d'o bé poliomiositis o bé dermatomiositis. Els autoanticossos es poden detectar en el sèrum dels pacients mitjançant una sèrie d'assaigs. En el passat, els mètodes més comuns eren la immunodifusió doble d'Ouchterlony utilitzant extractes de tim de vedella, la immunofluorescència en cèl·lules HEP-2 o la immunoprecipitació a partir d'extractes cel·lulars humans. En els assajos d'immunoprecipitació amb sèrums anti-exosoma es precipita un conjunt de proteïnes característic. Ja abans que es caracteritzés l'exosoma, es va anomenar aquest precipitat complex PM-Scl. Les immunofluorescències amb sèrums d'aquests pacients solen mostrar una tinció característics dels nuclèols cel·lulars, cosa que va suggerir la hipòtesi que l'antigen reconegut pels autoanticossos podria ser important en la síntesi de ribosomes. Més recentment han esdevingut disponibles proteïnes exosòmiques que han estat utilitzades per desenvolupar immunoassajos en línia (LIA) i assajos ELISA per detectar aquests anticossos.
En aquestes malalties, els anticossos es dirigeixen principalment contra dues de les proteïnes del complex, anomenades PM/Scl-100 (la proteïna similar a l'ARNasa D) i PM/Scl-75 (una de les proteïnes similars a l'ARNasa PH de l'anell), havent-hi anticossos contra aquestes proteïnes en aproximadament un 30% dels pacients que pateixen de la síndrome. Encara que aquestes dues proteïnes són la diana principal dels autoanticossos, també convertir-se en diana altres subunitats o proteïnes associades, com la C1D. Actualment, el mètode amb major sensibilitat per detectar aquests autoanticossos consisteix en l'ús d'un pèptid derivat de la proteïna PM/Scl-100 com antigen en un assaig ELISA, en lloc d'utilitzar proteïnes completes. Mitjançant aquest mètode, els autoanticossos es detecten en més del 55% dels pacients amb la síndrome de solapament, encara que també poden ser detectats en pacients que pateixen tant d'esclerodèrmia com només de polimiositis o dermatomiositis.
Com que els autoanticossos es troben principalment en pacients que tenen característiques de diverses malalties autoimmunes diferents, els símptomes clínics d'aquests pacients poden variar molt. Els símptomes que es veuen amb més freqüència són els típics d'aquestes malalties, entre ells el signe de Raynaud, artritis, miositis i esclerodèrmia. El tractament d'aquests pacients és simptomàtic i similar al tractament de cada malaltia autoimmunitària individual, sovint amb l'administració de fàrmacs immunosupressors o immunomoduladors.

### Càncer
S'ha demostrat que l'exosoma és inhibit per l'antimetabòlit 5-fluorouracil, utilitzat també en el tractament quimioterapèutic del càncer. Aquest és un dels tractaments més eficaços contra els tumors sòlids. Quan aquest fàrmac és administrat a cèl·lules de llevat, es poden observar defectes en el processament de l'ARN ribosomic idèntics als que s'aprecien quan es bloqueja aquest processament mitjançant diverses estratègies utilitzades en biologia molecular. L'absència d'un processament correcte dels ribosomes resulta letal per aquestes cèl·lules, fet que explica l'efecte antimetabòlic del medicament.

## Llista de subunitats
| Llegenda | Nom general | Dominis      | Homo sapiens | S. cerevisiae | Arqueus  | Massa molecular (kDa) | Gen humà                                     | Gen llevat                                    |
| -------- | ----------- | ------------ | ------------ | ------------- | -------- | --------------------- | -------------------------------------------- | --------------------------------------------- |
| 1        | Csl4        | S1 RBD       | hCsl4        | Csl4p/Ski4p   | Csl4     | 21-32                 | EXOSC1 Arxivat 2014-03-13 a Wayback Machine. | YNL232W Arxivat 2008-09-27 a Wayback Machine. |
| 2        | Rrp4        | S1/KH RBD    | hRrp4        | Rrp4p         | Rrp4     | 28-39                 | EXOSC2 Arxivat 2011-09-09 a Wayback Machine. | YHR069C Arxivat 2008-09-27 a Wayback Machine. |
| 3        | Rrp40       | S1/KH RBD    | hRrp40       | Rrp40p        | (Rrp4)A  | 27-32                 | EXOSC3                                       | YOL142W Arxivat 2008-09-27 a Wayback Machine. |
| 4        | Rrp41       | ARNasa PH    | hRrp41       | Rrp41p/Ski6p  | Rrp41    | 26-28                 | EXOSC4 Arxivat 2011-08-09 a Wayback Machine. | YGR195W Arxivat 2008-09-27 a Wayback Machine. |
| 5        | Rrp46       | ARNasa PH    | hRrp46       | Rrp46p        | (Rrp41)A | 25-28                 | EXOSC5 Arxivat 2011-09-19 a Wayback Machine. | YGR095C Arxivat 2008-09-27 a Wayback Machine. |
| 6        | Mtr3        | ARNasa PH PH | hMtr3        | Mtr3p         | (Rrp41)A | 24-37                 | EXOSC6                                       | YGR158C Arxivat 2008-09-27 a Wayback Machine. |
| 7        | Rrp42       | ARNasa PH    | hRrp42       | Rrp42p        | Rrp42    | 29-32                 | EXOSC7                                       | YDL111C Arxivat 2008-09-27 a Wayback Machine. |
| 8        | Rrp43       | ARNasa PH    | OIP2         | Rrp43p        | (Rrp42)A | 30-44                 | EXOSC8                                       | YCR035C Arxivat 2008-09-27 a Wayback Machine. |
| 9        | Rrp45       | ARNasa PH    | PM/Scl-75    | Rrp45p        | (Rrp42)A | 34-49                 | EXOSC9                                       | YDR280W Arxivat 2008-09-27 a Wayback Machine. |
| 10       | Rrp6        | ARNasa D     | PM/Scl-100   | Rrp6p         | n/a      | 84-100                | EXOSC10                                      | YOR001W Arxivat 2008-09-27 a Wayback Machine. |
| 11       | Rrp44       | ARNasa R     | (hDis3)B     | Rrp44p/Dis3p  | n/a      | 105-113               | KIAA1008                                     | YOL021C Arxivat 2008-09-27 a Wayback Machine. |

- En els arqueus, diverses proteïnes de l'exosoma estan presents en múltiples còpies per formar el nucli complet del complex exosòmic.
- Encara que la proteïna Rrp44 forma part del complex en el llevat, el seu homòleg humà, hDis3, no s'ha trobat mai associat amb el complex humà.
- La proteïna humana PM/Scl-100 contribueix a l'activitat ribonucleolítica del complex.